# Burg Bärenfels (Duggingen)
Die Burg Bärenfels, auch Aeschburg genannt, ist eine Burgruine in der schweizerischen Gemeinde Duggingen im Bezirk Laufen des Kantons Basel-Landschaft.

## Lage
Die Ruine der mehrteiligen Höhenburganlage liegt auf einem wild zerklüfteten Felssporn entlang einer Fluh auf der Grenze zwischen dem Birseck und dem Laufental in der Nähe des Hofes Ober-Aesch am Hang des Gempenplateaus.

## Anlage
Die Anlage wurde bisher nicht systematisch ausgegraben und darum ist die Zeitstellung schwierig. Die Burg wird aber erst nach 1200 erbaut worden sein. Über die Höhen und Bedachung der Gebäude ist nichts bekannt, auch wird über den Innenausbau (z. B. Kachelöfen) erst nach einer archäologischen Untersuchung mehr Wissen vorhanden sein. Die Anlage ist in mindestens drei Bauphasen erstellt worden, was sowohl schriftlich belegt als auch heute noch recht gut sichtbar ist.

### Alte Burg
Auf dem höchsten Punkt des Felssporns, fast schon in Gipfellage, wurde der älteste Teil der Burg erstellt. Die Bauweise wurde optimal auf die Situation abgestimmt: Etliche Etagen der Festung wurden in den grossen Felsspalt hinein gebaut, der den Felskopf in zwei Teile spaltet (dieser Spalt bestand schon lange vor dem Basler Erdbeben 1356). Viele Balkenlöcher auf mehreren Etagen lassen die Dimension der Ausbauten im Felsspalt gut erkennen. Weiter ist auch die Stelle des Zugangstors durch die nordöstliche der beiden Felsflanken gut zu erkennen: Sie nutzte eine natürliche Felskluft, die zu diesem Zweck künstlich erweitert und angepasst wurde. 

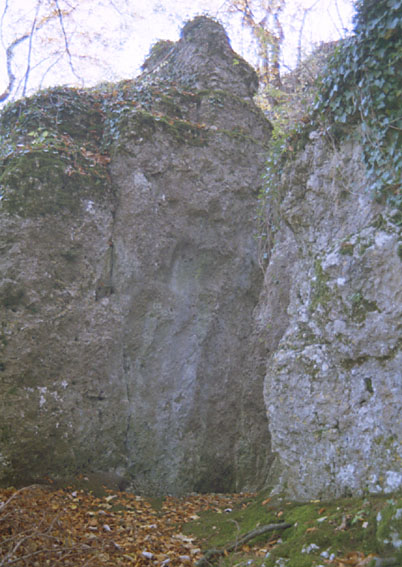
Felskluft des Zugangstors (2009)

Das obere Ende des ausgebauten Felsspaltes endet in einem Raum, der in den Fels geschrotet wurde.  

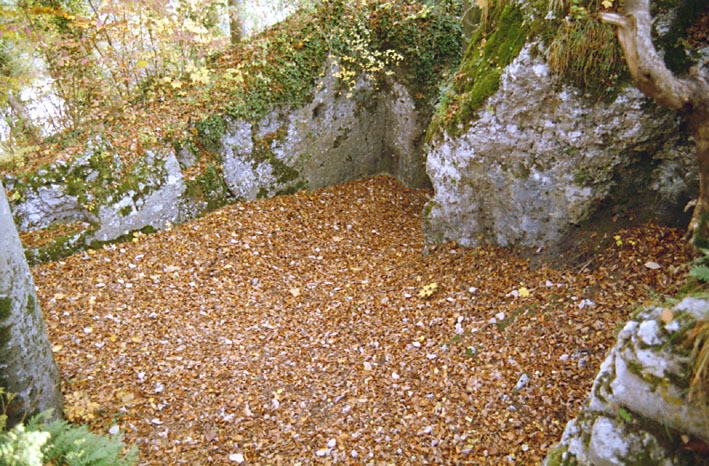
In den Fels geschrotete Felskammer (2009)

 Dieser Raum hatte, wie an den vielen Balkenlöchern leicht zu erkennen ist, eine Holzdecke. Von dieser Felskammer aus führen in den Fels gemeisselte Treppen weiter nach oben zu einem Turm. 
Ausser dem Turm müssen auf dem obersten Felskopf weitere kleine Gebäude gestanden haben, denn Fundamentlager im Fels und geringe Mauerreste zeugen davon. Allerdings sind die Dimensionen und der Verwendungszweck ohne archäologische Grabung nicht zu eruieren.

### Mittlere Burg
Vermutlich nur aus einem einzigen, rechteckigen Wohnturm bestand die mittlere Burg, die rund 10 Meter nordwestlich der Alten Burg errichtet wurde. Immerhin hatte dieser Turm eine Dimension von rund 13 auf 13 Meter. Mit seiner Lage am Rande der Fluh und seinen 2,5 Meter dicken Mauern – immerhin noch ein lichter Raum von 8 auf 8 Meter – wurde weiterhin eine sehr wehrhafte Bauweise verfolgt. Es sind nur noch sehr geringe Mauerreste erhalten: Da dieser Turm am besten erreichbar ist, wird er wohl zuerst als Baumateriallieferant benutzt worden sein, was den Zerfall beschleunigte.

### Neue Burg
Die neue Burg -- auf einem flachen und terrassierten Felskopf 15 Meter nordwestlich der Mittleren Burg – bestand aus mehreren Gebäudeteilen. Meyer vermutet, dass die Neue Burg erst in der zweiten Hälfte des 13. Jahrhunderts errichtet wurde, vielleicht als Nachfolger einer wenig befestigten Vorburg zur Alten Burg. Die Grösse der Gebäude und die wesentlich dünneren Mauern – aus wenig bearbeiteten Steinen – deuten an, dass die Wirtschaftlichkeit in den Vordergrund rückte und die Wehrhaftigkeit nicht mehr erste Priorität hatte. Immerhin war der Zugang im Norden noch durch eine Zwingeranlage geschützt. Auch ein Bering 

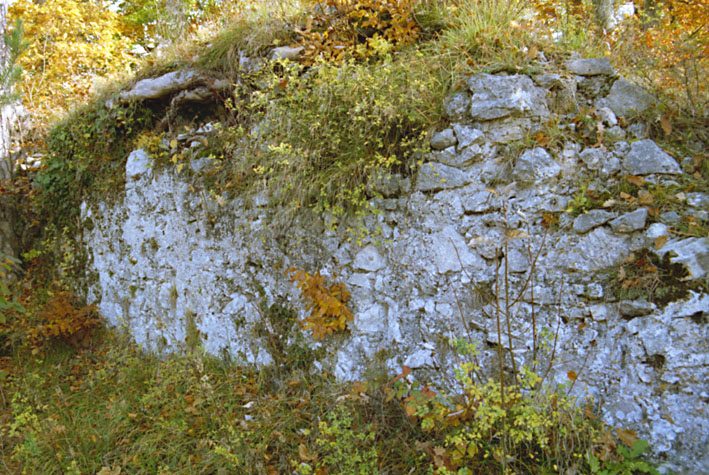
Nordwestmauer der Neuen Burg (2009)

 war vorhanden, an den wohl innen Holzgebäude angebaut waren. Eine Filterzisterne stellte die Wasserversorgung sicher. Mauerfugen zeigen auf, dass auch die Neue Burg nicht in einem Stück gebaut wurde. Ein auch heute noch gut sichtbarer Halsgraben im Nordwesten der Burg schützte die Burganlage und diente sicherlich auch als Baumateriallieferant.

## Geschichte
Bei der  Burg Bärenfels dürfte es sich um eine Rodungsburg auf selbst gerodetem Land handeln: Dies ermöglichte dem mittelalterlichen Adel im damaligen Rechtswesen eigene Güter aufzubauen, über die sie frei verfügen konnten und nicht als Lehensnehmer auftreten mussten. Als Besitzer der Bärenfels'schen Güter sind die Herren von Aesch dokumentiert, ein ritterliches Ministerialengeschlecht der Grafen von Thierstein.
Im 14. Jahrhundert hatte bereits der Bischof von Basel seine Hand auf die Güter der Bärenfels gelegt und es als Lehen wieder an die Herren von Aesch vergeben. Nach dem Aussterben der Aescher wurde die Alte Burg an das Basler Rittergeschlecht der Macerel vergeben und die beiden anderen Burgen an die Herren von Frick.
Erst im späten 14. Jahrhundert ging die Anlage mit zugehörigen Rechten und Gütern an die Herren von Bärenfels über, deren Name danach an der Burg haften blieb.
Schäden durch das Basler Erdbeben 1356 sind schriftlich belegt, es ist aber nicht bekannt, ob diese behoben wurden. Im 15. Jahrhundert wird die Burg aber als Ruine bezeichnet.